# Viburnum squamulosum
Viburnum squamulosum är en desmeknoppsväxtart som beskrevs av Ping Sheng Hsu. Viburnum squamulosum ingår i släktet olvonsläktet, och familjen desmeknoppsväxter. Inga underarter finns listade i Catalogue of Life.